# Tita (Fußballspieler)
Milton Queiroz da Paixão, genannt Tita (* 1. April 1958 in Rio de Janeiro), ist ein ehemaliger brasilianischer Fußballspieler und heutiger -trainer.

## Karriere
Tita begann seine Karriere 1977 bei Flamengo Rio de Janeiro. Mit dem Klub wurde der Stürmer in den Jahren 1980, 1982 und 1983 brasilianischer Meister, gewann 1981 und 1983 die Copa Libertadores sowie 1981 den Weltpokal. Ab 1983 spielte er neben Flamengo noch bei den brasilianischen Erstligisten Grêmio Porto Alegre, Internacional Porto Alegre und CR Vasco da Gama. Er spielte als Stürmer.
1987 wurde er von Bayer 04 Leverkusen nach Europa geholt. In der Saison 1987/88 erzielte Tita in 21 Spielen in der deutschen Bundesliga zehn Tore. Mit den Leverkusenern gewann er 1988 auch den UEFA-Pokal. Anschließend wechselte er nach Italien zu Pescara Calcio, wo er in der Serie-A-Saison 1988/89 neun Treffer erzielte. Dennoch stieg Pescara in die Serie B ab und Tita kehrte 1989 nach Brasilien zurück, wo er in dieser Saison mit dem CR Vasco da Gama den Meistertitel gewann. Danach wechselte er nach Mexiko zu Club León. 1992 gewann er mit dem Klub die mexikanische Meisterschaft. Tita spielte noch einige Jahre in Mexiko, bevor er für die Saison 1997/98 nach Guatemala wechselte. Nach Gewinn des guatemaltekischen Meistertitels mit Communicaciones beendete er 1998 seine Karriere.
Tita absolvierte 31 Spiele für die brasilianische Fußballnationalmannschaft, war im Kader für die Mundialito 1980, der Copa América 1989 und er nahm an der Fußball-Weltmeisterschaft 1990 teil. Mit Brasilien gewann er 1989 die Copa América.
Nach seiner aktiven Karriere schloss er eine Trainerkarriere an, die ihn unter anderem in die japanische J-League führte. Während der Fußball-Weltmeisterschaft 2006 assistierte er Japans Nationaltrainer Zico. Ab der Saison 2011 trainierte er den mexikanischen Club León, bei dem er in den 1990er Jahren schon selbst aktiv gespielt hatte. Er blieb bis September 2011. Im März 2016 übernahm er zum zweiten Mal den Macaé Esporte FC. Nach Beendigung der Spiele um die Staatsmeisterschaft im April verließ er den Klub wieder, wurde aber bereits Ende Juni erneut eingestellt. Mitte Juli verließ er nach drei Spielen (ein Sieg, zwei Niederlagen) den Klub wieder.

## Erfolge

### Klub
- Staatsmeisterschaft von Rio de Janeiro: 1978, 1979, 1979, 1981, 1987
- Campeonato Brasileiro de Futebol: 1980, 1982, 1983, 1989
- Copa Libertadores: 1981, 1983
- Weltpokal: 1981, 1983
- Staatsmeisterschaft von Rio Grande do Sul: 1985
- UEFA-Pokal: 1987/88
- Mexikanischer Meister: 1992
- Guatemaltekischer Meister: 1998

### Nationalmannschaft
- Panamerikanische Spiele 1987 Sieger
- Copa América: 1989